# Oswald Külpe
Oswald Külpe (3. srpna 1862 Kandava – 30. prosince 1915 Mnichov) byl německý psycholog narozený na území dnešního Lotyšska. Byl představitelem psychologie myšlení.
Byl synem notáře. Navštěvoval gymnázium v Liepaji. V roce 1881 se zapsal na univerzitu v Lipsku ke studiu historie. Ta ho velmi přitahovala, načas přešel i na berlínskou univerzitu, kam ho přivábila osobnost Theodora Mommsena. Nakonec ho ale více oslovil Wilhelm Wundt, zakladatel experimentální psychologie, kvůli němuž se vrátil do Lipska, začal se pod jeho vlivem zabývat nově vznikající psychologií a v roce 1887 získal v Lipsku pod jeho vedením doktorát. Dalších osm let byl Wundtovým asistentem v jeho slavné lipské laboratoři. Dlouho stál na jeho stanoviscích, ale nakonec se od jeho teorií distancoval. V roce 1894 se stal profesorem na univerzitě ve Würzburgu a v roce 1896 zde založil Psychologický ústav. Psychologická tradice, kterou zde založil, je někdy nazývána Würzburská škola. Byla založena zejména na experimentální psychologii, klíčovou metodou se stala systematická experimentální introspekce spočívající v tom, že zkoumaný jedinec má za úkol vyřešit nějaký kognitivní úkol, a pak se má pokusit zrekonstruovat své myšlenkové postupy. V roce 1909 se Külpe stal profesorem na univerzitě v Bonnu a v roce 1912 na univerzitě v Mnichově. K jeho žákům patřili filozof Ernst Bloch nebo jazykovědec Karl Bühler.